# Wagenfeld
Wagenfeld er en kommune i Landkreis Diepholz i den tyske delstat Niedersachsen, beliggende omtrent 15 km øst for Diepholz, og 40 km nordvest for Minden.

## Geografi
Wagenfeld ligger cirka midt mellem byen Bremen (70 km) mod nord, og Osnabrück (50 km) mod sydvest. Mod nordvest ligger den ved udløbere af Kellenberg og har der kommunens højeste område med ca. 69 moh. (Bockeler Berg). Højdeforskellen i kommunen ligger mellem 33 moh. og 69 moh.
Wagenfeld har e areal på 117,36 km² hvoraf bydelen Wagenfeld dækker 76,35 km² og Ströhen 41,01 km². Moser omfatter et areal af 13,90 km² hvilket udgør 8,5 %.
I udkanten af kommunens områd ligger en række større moseområder : Neustädter Moor, Renzeler Moor, Großes Moor, Oppenweher Moor og Rehdener Geestmoor.